# Mildred Dresselhaus
Mildred S. Dresselhaus (Brooklyn (New York), 11 november 1930 – Cambridge (Massachusetts), 20 februari 2017) was een veel gelauwerd Amerikaans natuurkundige, bekend van de koolstofnanobuis, die haar de bijnaam "queen of carbon science" bezorgde. Zij was als hoogleraar verbonden aan MIT.

## Jeugd
Dresselhaus was de dochter van Ethel Teichtheil en Meyer Spiewak, Pools-Joodse immigranten. Zij groeide op in de Bronx en ging daar naar Hunter College High School. Vervolgens behaalde ze in 1951 haar BSc aan Hunter College in New York. Haar docent, de latere Nobelprijswinnaar Rosalyn Sussman Yalow, haalde haar over een master te gaan doen in natuurkunde, in plaats van in het onderwijs te stappen.
In 1953 verkreeg ze een MA aan Radcliffe College van de Harvard-universiteit, na een post-doc aan de Universiteit van Cambridge in het Fulbright-programma. Als student van Nobelprijs-laureaat Enrico Fermi promoveerde Dresselhaus in 1958 bij Andrew Lawson aan de Universiteit van Chicago.  In datzelfde jaar huwde zij Gene Dresselhaus, later een bekend theoreticus in de natuurkunde en de ontdekker van het Dresselhaus effect.
Tot 1960 werkte zij als National Science Foundation Postdoctoral Fellow aan de Cornell-universiteit. Daarna nam zij samen met Gene haar intrek in het MIT Lincoln Lab in Lexington om meer dan 50 jaar aan het Massachusetts Institute of Technology verbonden te blijven.

## Carrière

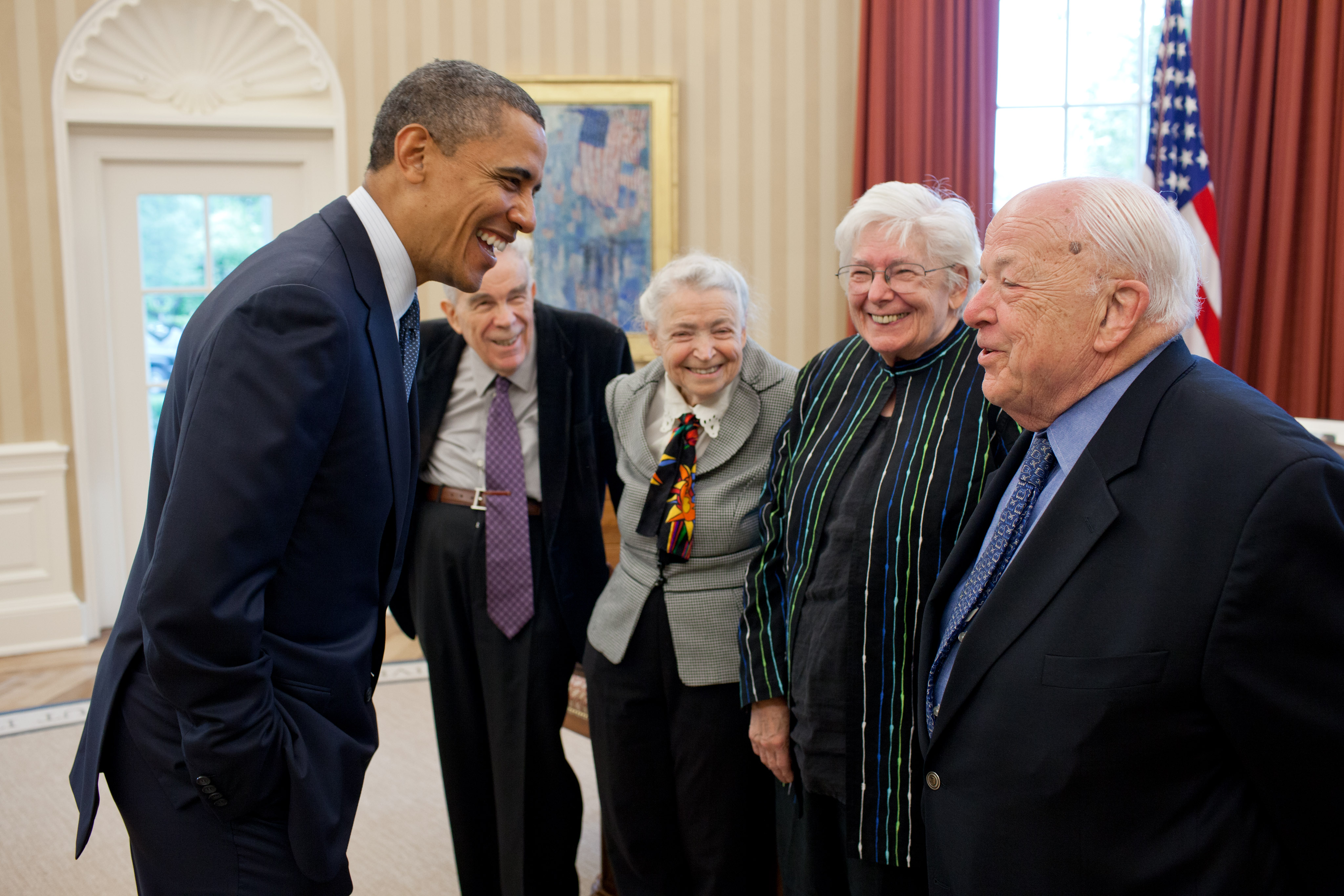
Ontvangst door de Amerikaanse president Barack Obama in the Oval Office op 7 mei 2012 van Enrico Fermi-prijs-winnaars Burton Richter (rechts) en Mildred Dresselhaus, (derde van rechts); haar man Gene staat naast haar.

In haar 57 jaar bij MIT speelde zij een grote rol in de verbetering van het begrip van de soortelijke geleidbaarheid van metalloïden, met name van halfgeleiders.
Ze verruilde haar baan in het MIT Lincoln Lab in 1967 voor een positie als Abby Rockefeller Mauze gasthoogleraar aan de faculteit voor Elektrotechniek en Informatica. En vanaf 1968 was Dresselhaus hoogleraar Natuurkunde en Elektrotechniek. Daarnaast bekleedde zij sinds 1973 een leerstoel aan de genoemde faculteit voor Elektrotechniek en Informatica en sinds 1983 ook aan de faculteit Natuurkunde. In 1985 werd ze als eerste vrouw aan MIT aangesteld als Institute Professor.
In de jaren-’80 werkte Dresselhaus aan grafiet intercalatie componenten, aan een sleutelcomponent in de huidige lithium-ion-accu’s en aan tweedimensionaal materiaal. In de jaren-’90 specialiseerde zij zich in grafeen, nanobuizen en grafeen nanodraden. In een interview met US News beschrijft zij een koolstofnanobuis dusdanig, dat ze de ontwikkelingen op dit gebied gedurende haar loopbaan summier samenvat.
Tegenwoordig zijn we de nanobuizen alweer voorbij en zijn we terug bij grafeen, waarmee we in 1960 begonnen zijn. Je neemt een nanobuis, splijt hem open en je pakt een kleine grafeendraad. Die plat je af en maakt er een blad van. Een nanobuis is een opgerold grafeenblad.— Mildred Dresselhaus, 2012
Als erkenning voor haar werk aan de elektrische eigenschappen van materialen, als ook voor het verbeteren van de mogelijkheden voor vrouwen in de wetenschap en engineering is Dresselhaus in 1990 onderscheiden met de National Medal of Science. Eveneens is haar baanbrekende bijdrage aan verbindingen van bismut, gebruikt voor thermo-elektrische materialen en ‘topological insulators’, van groot belang geweest. Toen Dresselhaus, bijvoorbeeld, in 1992 door de marine werd gevraagd een nieuw, minder goed detecteerbaar elektriciteitssysteem voor onderzeeërs te ontwerpen, stelde ze een thermisch nanosysteem voor dat energie opwekte uit het temperatuurverschil tussen het systeem zelf en de omringende oceaan (thermo-elektrisch effect). Dresselhaus is later ook hoofd geweest van het wetenschappelijk bureau van de United States Department of Energy (2000–2001).
"Voor haar pionierswerk in het onderzoek naar fononen, elektron-fonon interacties en warmtegeleiding in nanostructuren" ontving Dresselhaus op 31 mei 2012 de Kavli Prize. In 2014 kreeg zij, als een onderscheidend innovator die veel patenten bezat, een plaats in de US National Inventors Hall of Fame. En in datzelfde jaar ontving ze de Presidential Medal of Freedom.
Verder bekleedde ze diverse bestuursfuncties. Zo was Dresselhaus voorzitter van het American Institute of Physics (2003-2008), van de American Physical Society, de American Association for the Advancement of Science en thesaurier van de National Academy of Sciences.

## Theorieën
Enkele theorieën dragen de naam Dresselhaus:
- Het Hicks-Dresselhaus Model[f] is het eerste basismodel voor low-dimensional thermoelectrics dat het hele bandveld initieerde.[23]
- Het SFDD model[g] voorspelde als eerste de bandstructuren van koolstofnanobuizen.[24]

## STEM
Dresselhaus zette zich jarenlang in voor de promotie van het vak natuurkunde onder vrouwen. Samen met een collega organiseerde zij in 1971 het eerste Vrouwenforum aan MIT, een seminar waarin de rol van vrouwen in de wetenschap en ‘engineering’ werd verkend. Gaandeweg groeide Mildred Dresselhaus uit tot een boegbeeld van STEM (Science, Technology, Engineering and Mathematics).

## Betekenis bijdragen aan wetenschap en maatschappij

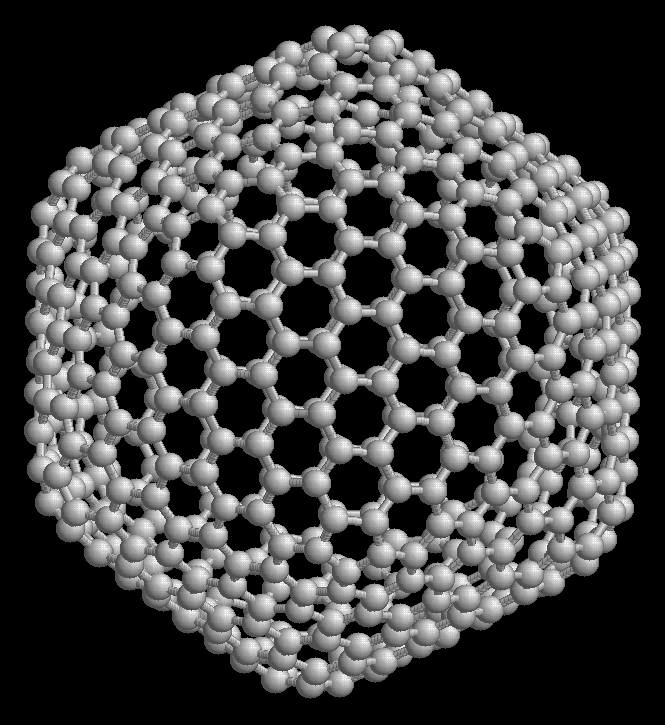
Fullereen C_{540}

Mildred Dresselhaus wordt vooral gewaardeerd vanwege haar werk aan grafiet, graphite intercalation compounds, fullereen, koolstofnanobuizen en het ‘low-dimensional’ thermo-elektrisch effect. Haar onderzoeksgroep maakte vaak gebruik van de elektronische bandstructuur, Raman scattering en koolstofnanostructuurchemie. Mede dankzij haar onderzoek kon technologie worden ontwikkeld die is gebaseerd op uiterst dunne grafietstructuren en waarmee de toepassing van elektronica kon worden uitgebreid naar tal van ‘nieuwe’ gebieden, zoals in kleding, touch screens en smartphones.

## Onderscheidingen
Met uitzondering van de Nobelprijs zijn Dresselhaus vrijwel alle belangrijke onderscheidingen ten deel gevallen, waaronder 30 eredoctoraten, onder meer van onderstaande universiteiten.
Eredoctoraten
- Eretitel Doctor of Science[k] van de ETH Zurich (2015)[27]
- Eretitel Doctor of Science van de Hong Kong Polytechnic University, Hong Kong (2013)[28]
- Eredoctoraat van de Katholieke Universiteit Leuven (februari 2000)

(Ere)lidmaatschappen
In haar wetenschappelijke carrière is zij lid geweest van verschillende academies, genootschappen en wetenschappelijke instituten.
- Erelid van het Ioffe Instituut, Russische Academie van Wetenschappen, Sint Petersburg (2000)
- Fellow van de Det Norske Videnskaps-Akademi[29]
- Lid van de National Academy of Sciences (1985)
- Lid van de American Academy of Arts and Sciences (1974)
- Lid van de National Academy of Engineering (1974)[2]
- Fellow van de American Physical Society (1972)

Onderscheidingen

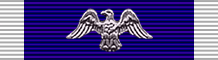
Baton van de Presidential Medal of Freedom

Mildred Dresselhaus zijn onder meer de volgende onderscheidingen toegekend.
- Benjamin Franklin Medal (Materials Science and Engineering) (2017)
- IEEE Medal of Honor (2015) (eerste vrouwelijke ontvanger)
- National Inventors Hall of Fame (2014)[30]
- Presidential Medal of Freedom (2014)[31]
- Arthur R. von Hippel Award, Materials Research Society (2013)[32]
- Kavli Prize in Nanoscience (2012)
- Enrico Fermi-prijs (2012)
- Vannevar Bush Award (2009)
- ACS Award for Encouraging Women into Careers in the Chemical Sciences (2009)
- Oliver E. Buckley Condensed Matter Prize, American Physical Society (2008)
- Oersted Medal (2008)[33]
- L'Oréal-Unescoprijs voor vrouwen in de wetenschap (2007)
- Heinz Award for Technology, the Economy and Employment (2005)
- IEEE Founders Medal (2004)
- Karl Taylor Compton Medal for Leadership in Physics, American Institute of Physics (2001)
- Medal of Achievement in Carbon Science and Technology, American Carbon Society (2001)
- National Materials Advancement Award van de Federation of Materials Societies (2000)
- Nicholson Medal van de American Physical Society (maart 2000)[22]
- Millennial Lifetime Achievement Award van het Weizmann Instituut van Wetenschappen (juni 2000)
- SGL Carbon Award, American Carbon Society (1997)
- National Medal of Science (1990)
- Society of Women Engineers Achievement Award (1977)

## Trivia
In haar schaarse vrije tijd speelde Mildred Dresselhaus graag viool en altviool in gelegenheidskamerorkestjes met familie, vrienden en collegae.
- Bibsys: 90187508
- Bibliothèque nationale de France: cb13486950d (data)
- CiNii: DA01089382
- DBLP: 131/1835
- Gemeinsame Normdatei: 13388371X
- International Standard Name Identifier: 0000 0001 2017 4209
- Library of Congress Control Number: n83040167
- Nationale Bibliotheek van Tsjechië: ntk2011638832
- Nationale bibliotheek van Australië: 36266932
- Nationale Bibliotheek van Israël: 987007445414705171
- Nationale Bibliotheek van Polen: a0000003212714
- Nederlandse Thesaurus van Auteursnamen: 069329524
- Istituto Centrale per il Catalogo Unico: UBOV501865
- LIBRIS: 277327
- Système universitaire de documentation: 035689870
- Trove: 1239435
- Virtual International Authority File: 163009665
- WorldCat: E39PBJwtkdG9yPJY4MCV9Y6R8C